# Wilp
Pour l’article homonyme, voir Charles Paul Wilp.
Ne doit pas être confondu avec Wilp-Achterhoek.
Wilp est un village néerlandais situé dans la commune de Voorst, en province de Gueldre. Il se trouve sur la rive gauche de la rivière IJssel, 4,5 km au sud du centre-ville de Deventer. Au 1er janvier 2021, il compte 2 415 habitants.

## Histoire
Jusqu'en 1818, date de son rattachement à Voorst, Wilp est une commune indépendante.

## Personnalités liées à la commune
- Johannes Gijsbertus Bastiaans (1812-1875),  organiste, compositeur et théoricien de la musique.

## Galerie

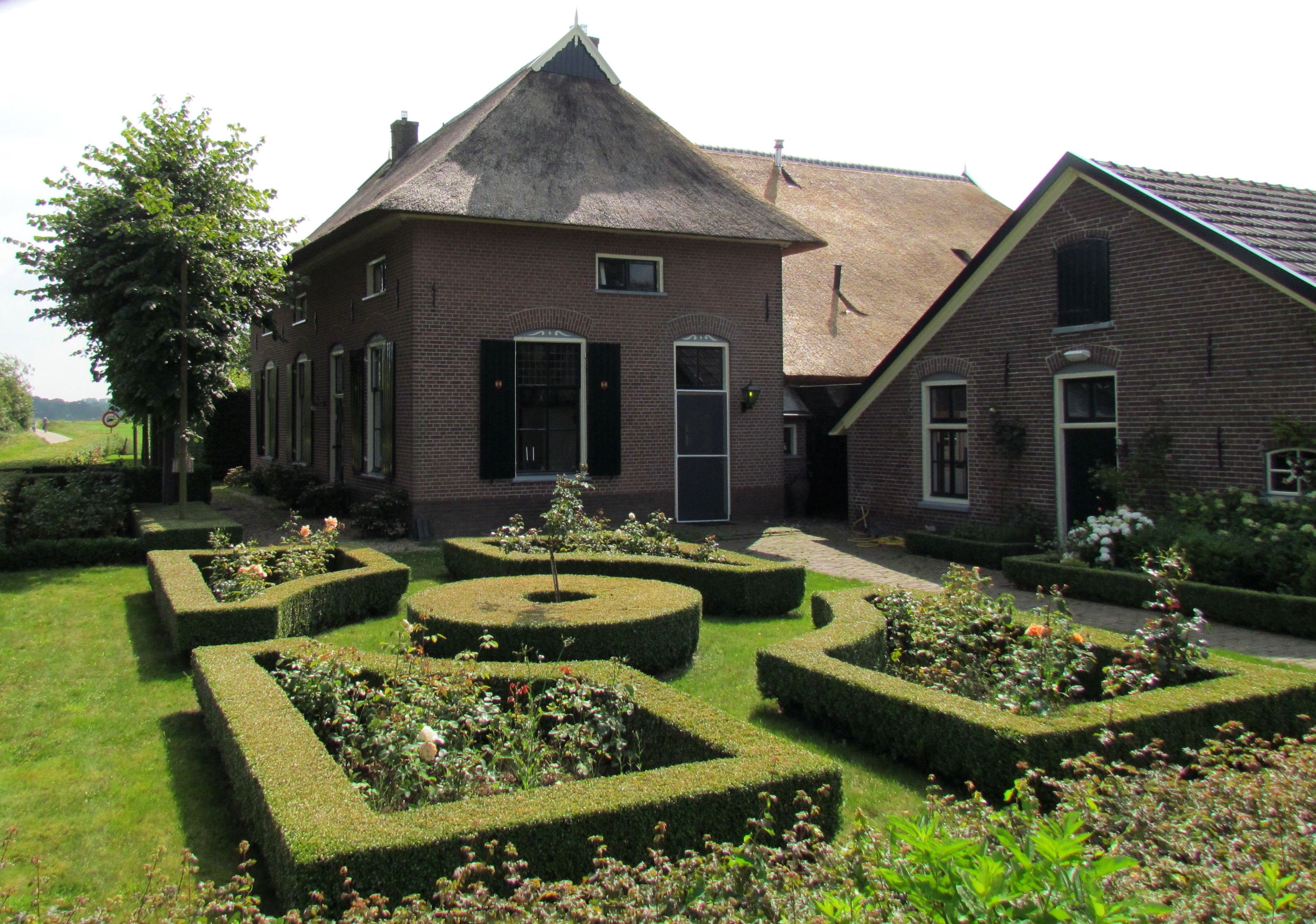
Domaine de Lokin.
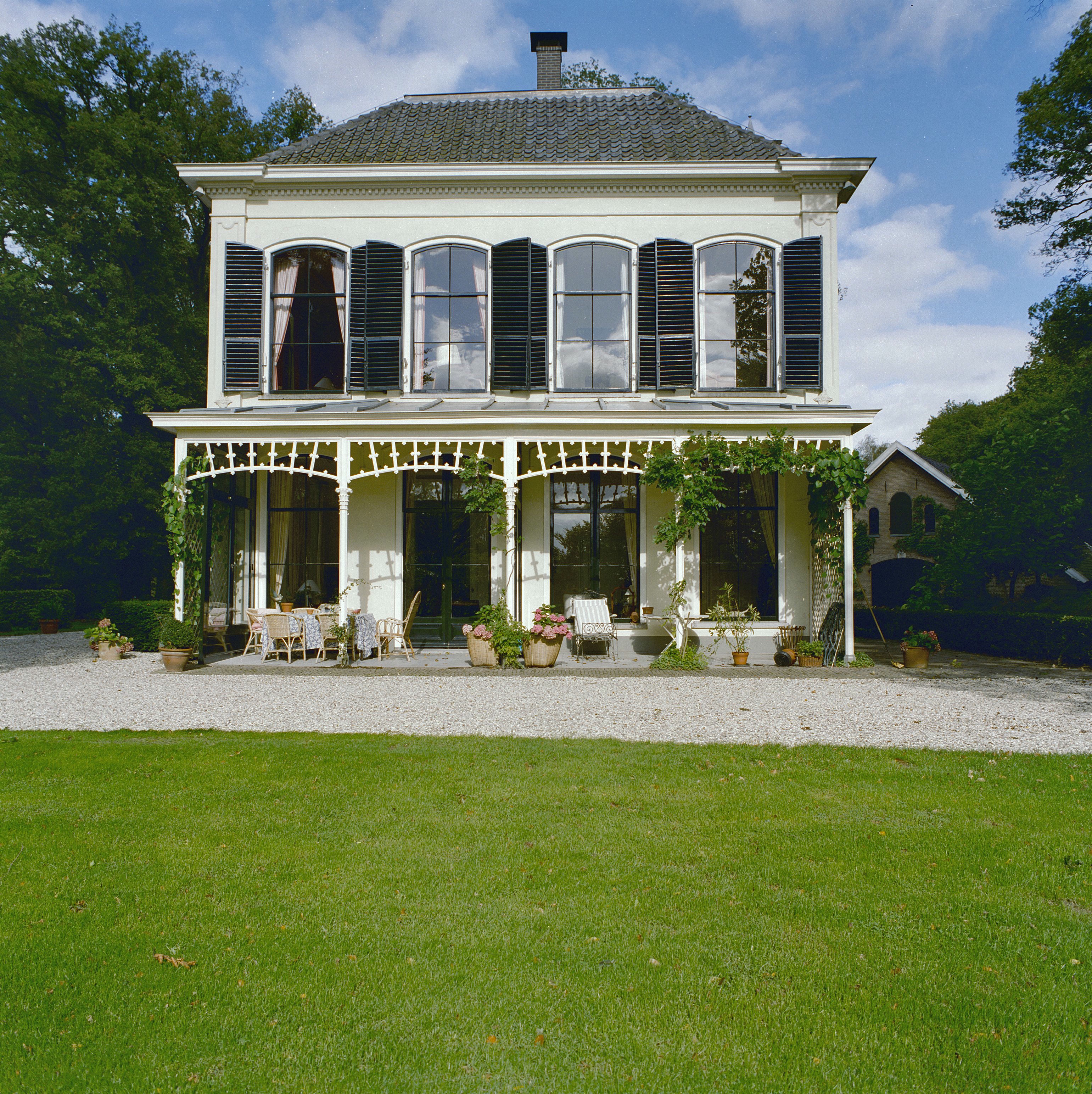
Klein Noordijk.
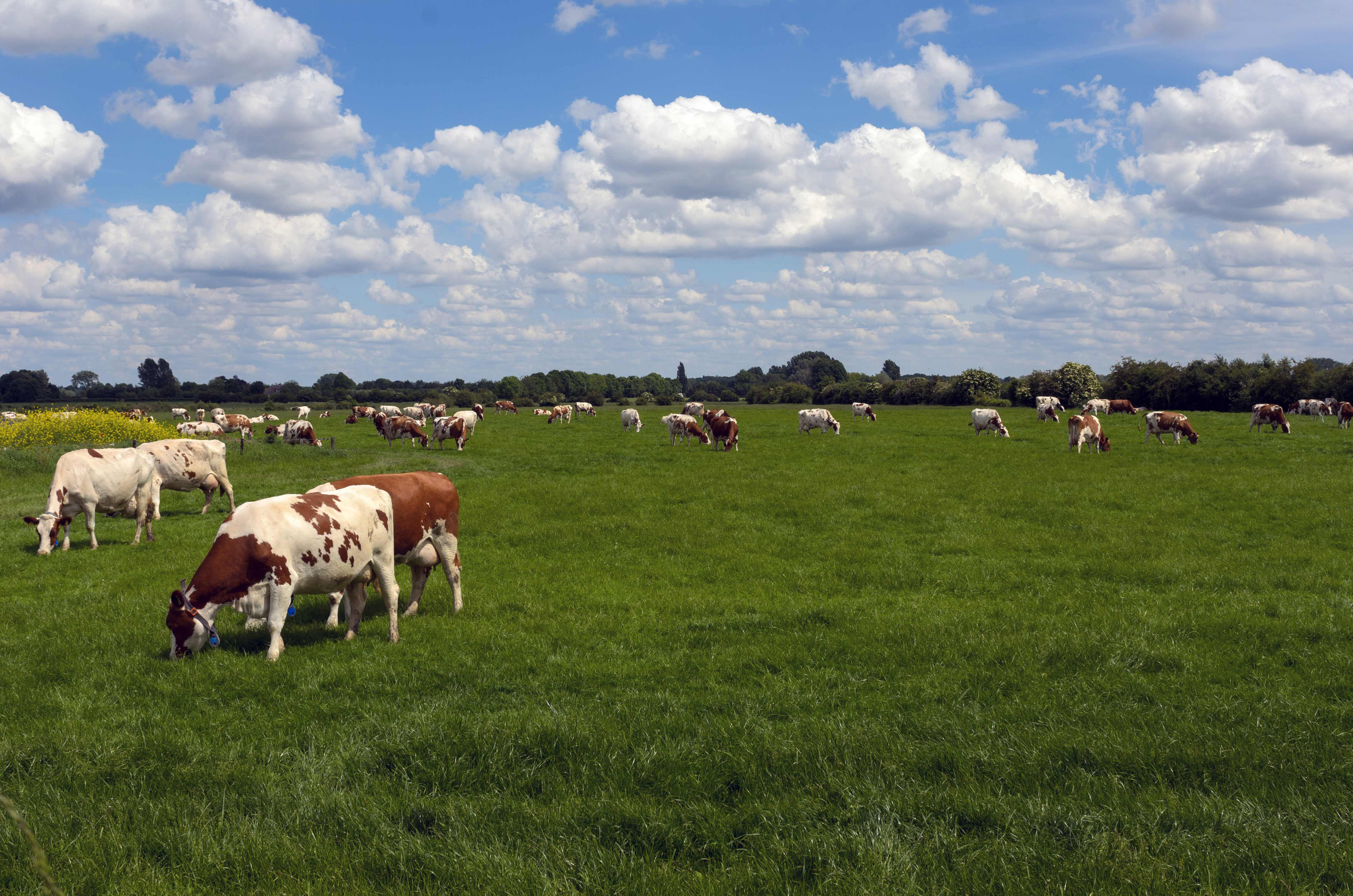
Champs autour du village.
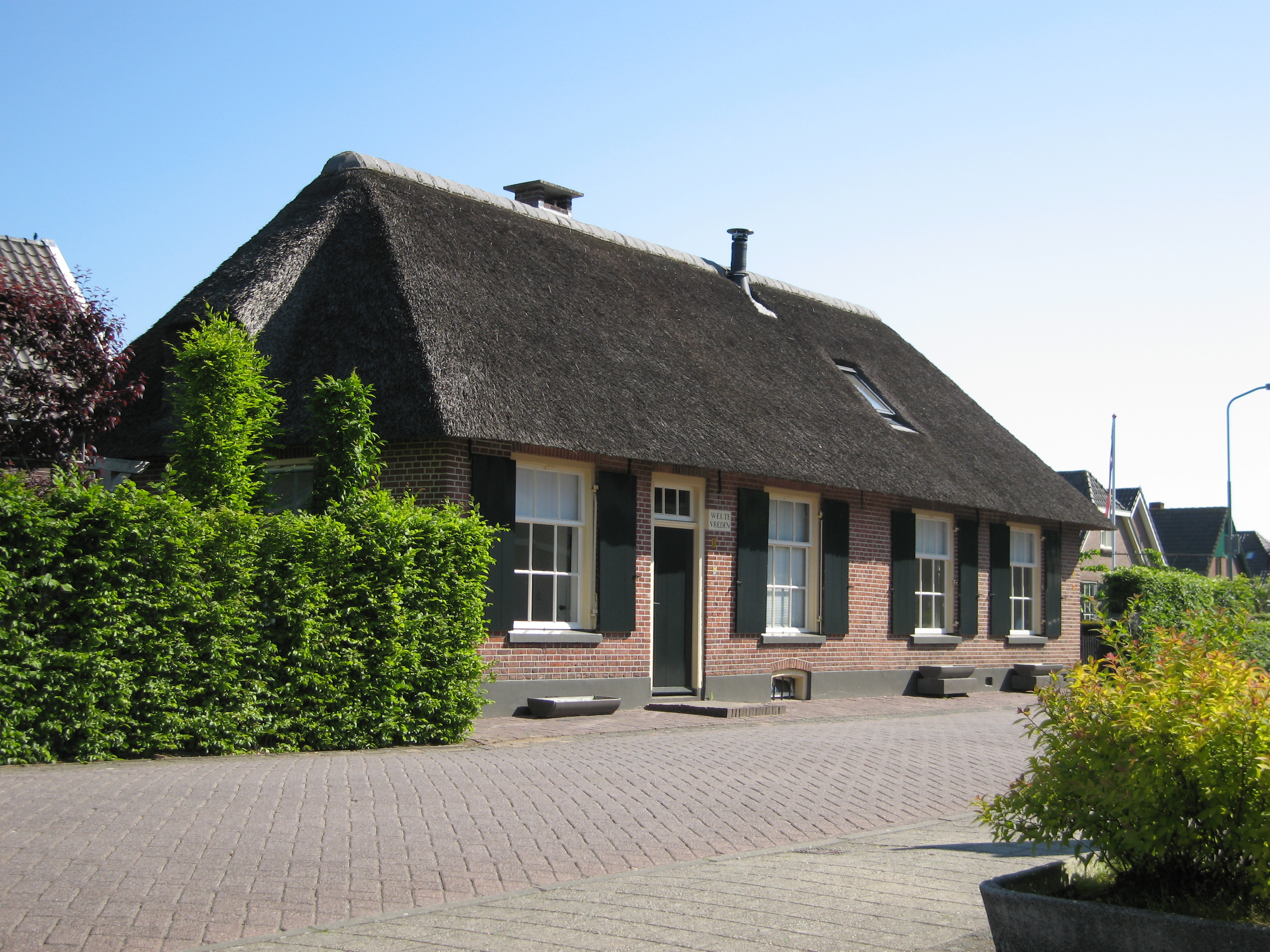
Propriété de Weltevreden.